# Антон Диабели
Антон Диабели (на немски: Anton Diabelli) е австрийски музикален издател и композитор, представител на романтизма. Най-известен за времето си като музикален издател, днес той е познат като композитор на валса, върху който Лудвиг ван Бетховен пише своята серия от тридесет и три Вариации по Диабели.

## Биография
Диабели е роден в Матзе при Залцбург. Обучава се за свещенически сан, но също така взема и уроци по музика при брата на Йозеф Хайдн – Михаел. Премества се да живее във Виена, за да преподава пиано и класическа китара, когато през 1818 година става съдружник на Пиетро Капи и двамата основават музикално издателство.
Фирмата им Cappi & Diabelli (която през 1824 година е преименувана на Diabelli & Co.) става известна с аранжиментите на популярни за времето музикални произведения, така че да могат да бъдат изпълнявани у дома от любители музиканти. Популярност в сериозните музикантски среди фирмата добива, когато първа публикува творбите на Франц Шуберт, когото подкрепя като композитор.
Антон Диабели композира голям брой собствени творби, включително и оперета, озаглавена „Adam in der Klemme“, няколко меси и песни и множество пиеси за пиано и класическа китара. Сред тях има и пиеси за четири ръце, които стават популярни сред любителите пианисти.
Композицията, с която Диабели става най-известен, всъщност е създадена в рамките на издателската му дейност. През 1819 година той решава да се опита да състави сборник с вариации върху един валс, който пише специално за целта, като всяка от вариациите е дело на различен значим австрийски или чуждестранен композитор. Събраните вариации трябвало да бъдат публикувани в антология, наречена „Vaterländischer Künstlerverein“. На поканата на Диабели се отзовали общо петдесет и един композитора, измежду които Шуберт, Бетховен, Карл Черни, Йохан Непомук Хумел, Игнац Мошелес и осемгодишният тогава Ференц Лист (въпреки че по всяка вероятност Лист не е бил персонално поканен, а учителят му Черни уредил участието му). Черни също така бил поканен да напише и кода. Бетховен обаче вместо една вариация, предложил на Диабели цели тридесет и три, които били оформени в Част I на сборника. Тази колекция от вариации на Бетховен са смятани за едни от най-значимите му пиеси за пиано и изобщо за най-великата сбирка от вариации по тема за времето си. Останалите 50 вариации, представени от други композитори, съставляват Част ІІ на сборника „Vaterländischer Künstlerverein“.
Издателството на Диабели се развивало по време на целия му активен живот, докато през 1851 година той се пенсионира, оставяйки го в ръцете на Карл Антон Спина. Когато Диабели умира през 1858 година на 76-годишна възраст, Спина продължава да ръководи фирмата и публикува много творби от Йохан Щраус - син и Йозеф Щраус. През 1872 година управлението на фирмата е предадено на Фридрих Шрайбер, а през 1876 година се слива с фирмата на Аугуст Кранц, който я изкупува окончателно през 1879 година и я прекръства на свое име.